# アーチボルド・ソーバーン
アーチボルド・ソーバーン（Archibald Thorburn FZS 、1860年5月31日 - 1935年10月9日）はスコットランド出身の画家、イラストレーターである。野生の鳥を主に水彩で描いた。

## 略歴
スコットランド、ミッドロージアンのLasswadeに生まれた。父親のロバート・ソーバーン(Robert Thorburn :1818–1885)はヴィクトリア女王に仕えたミニアチュール画家であった。ダルキースやエディンバラで教育を受けた後、新しくロンドンに設立された私立の美術学校、St John's Wood Art Schoolに入学した。25歳になった1885年に父親が亡くなった後、博物画家のヨーゼフ・ヴォルフに学び、博物学者のために図版を描く仕事を始めた。1887年にリルフォード男爵（Thomas Powys, 4th Baron Lilford）の"Coloured Figures of British Birds"に268点の図版を描いたのを始めとして、多くの博物学の書籍のイラストレーションを描き、自らも博物学の著書も出版した。
オットー・マレー・ディクソン(Otto Murray Dixson: 1885-c.1917)やフィリップ・リックマン(Philip Rickman: 1891-1982)といった画家たちを指導し、若い画家のドナルド・ワトソン(Donald Watson: 1910–2005) にも助言したとされる。
ジョージ・エドワード・ロッジ(George Edward Lodge: 1860–1954)やジョン・ギル・ミレー(John Guille Millais: 1865–1931)といった鳥を描くのが得意な画家たちと友人であり、同じ書籍の挿絵を描くことをあった。
ロイヤル・アカデミー・オブ・アーツの展覧会に出展し、1899年からイギリス王立鳥類保護協会(Royal Society for the Protection of Birds)のためにクリスマス・カードをデザインし、その活動は1935年まで続けた。
1902年に結婚してサリー州の村、Hascombeに移り、亡くなるまでそこでで暮らした。

## 作品

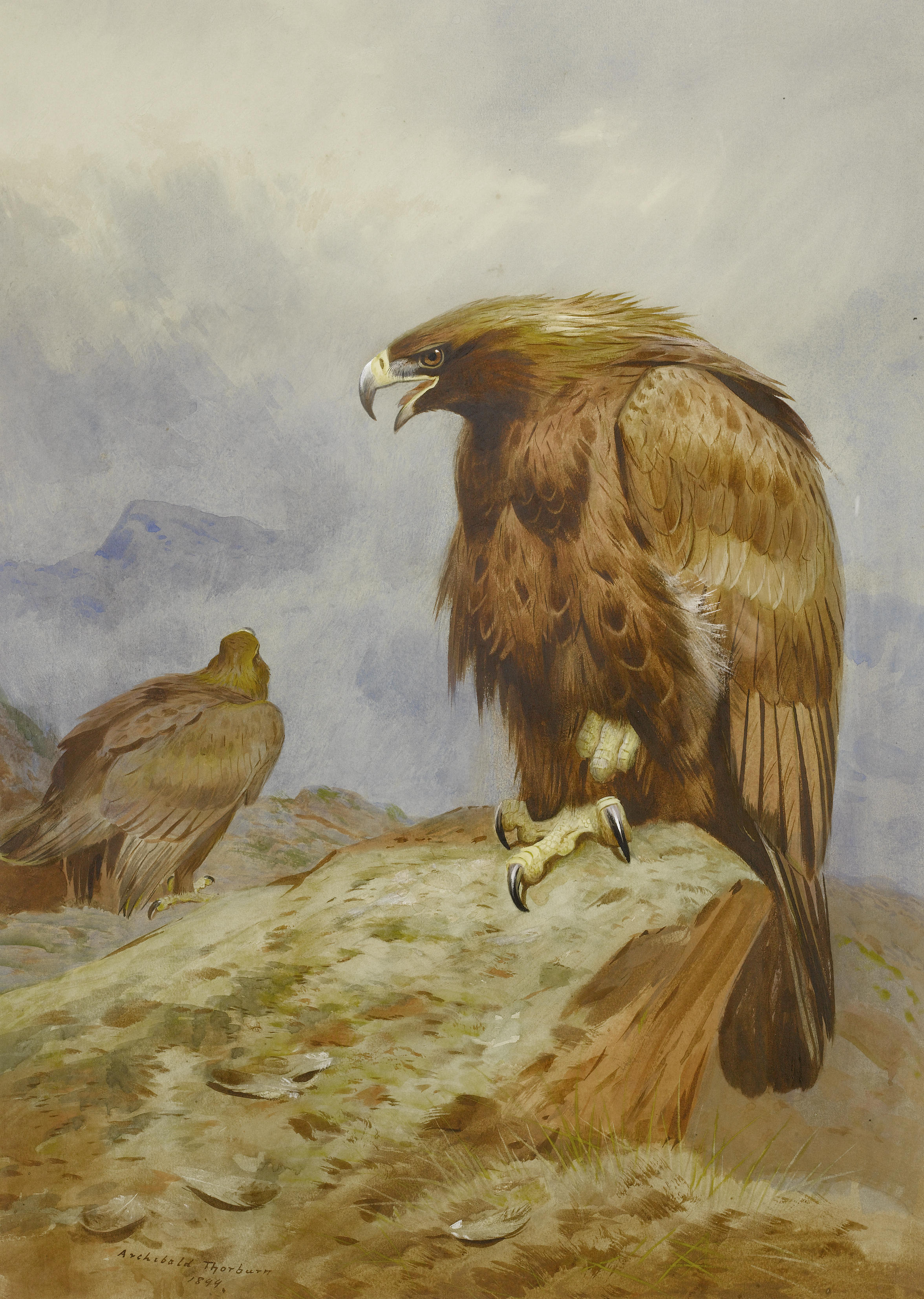
イヌワシ
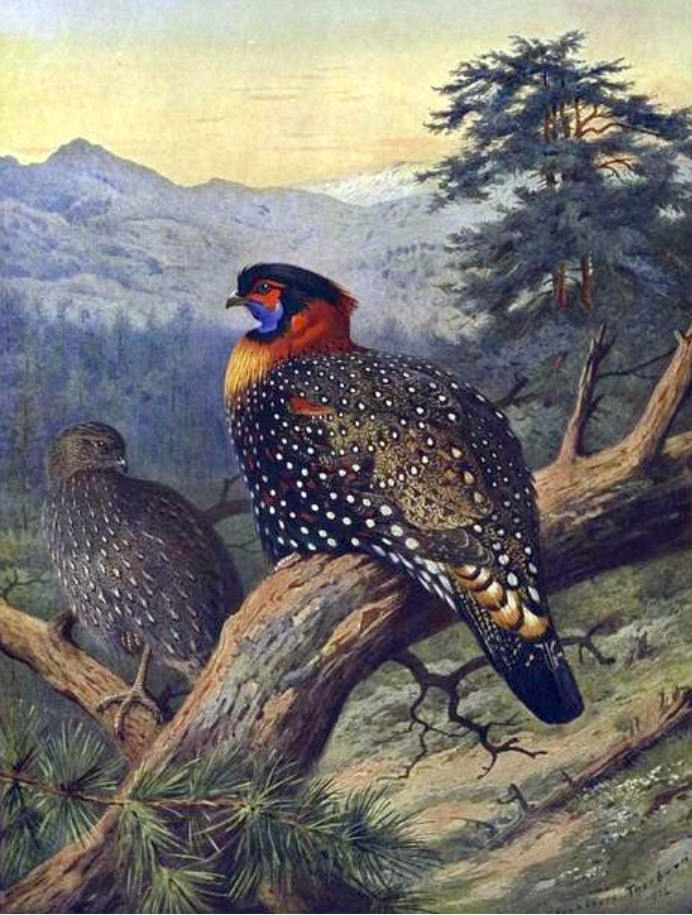
ハイイロジュケイ
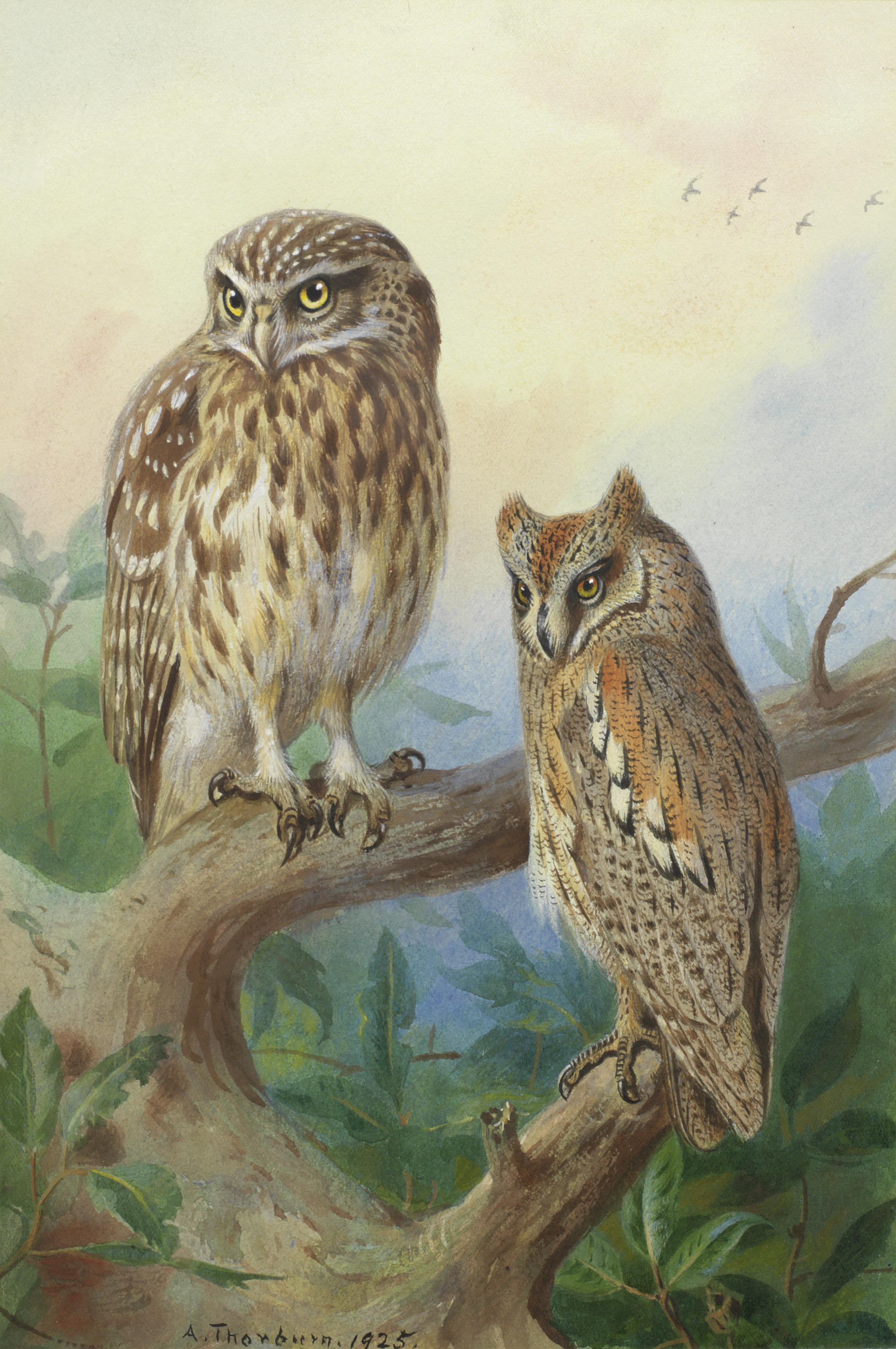
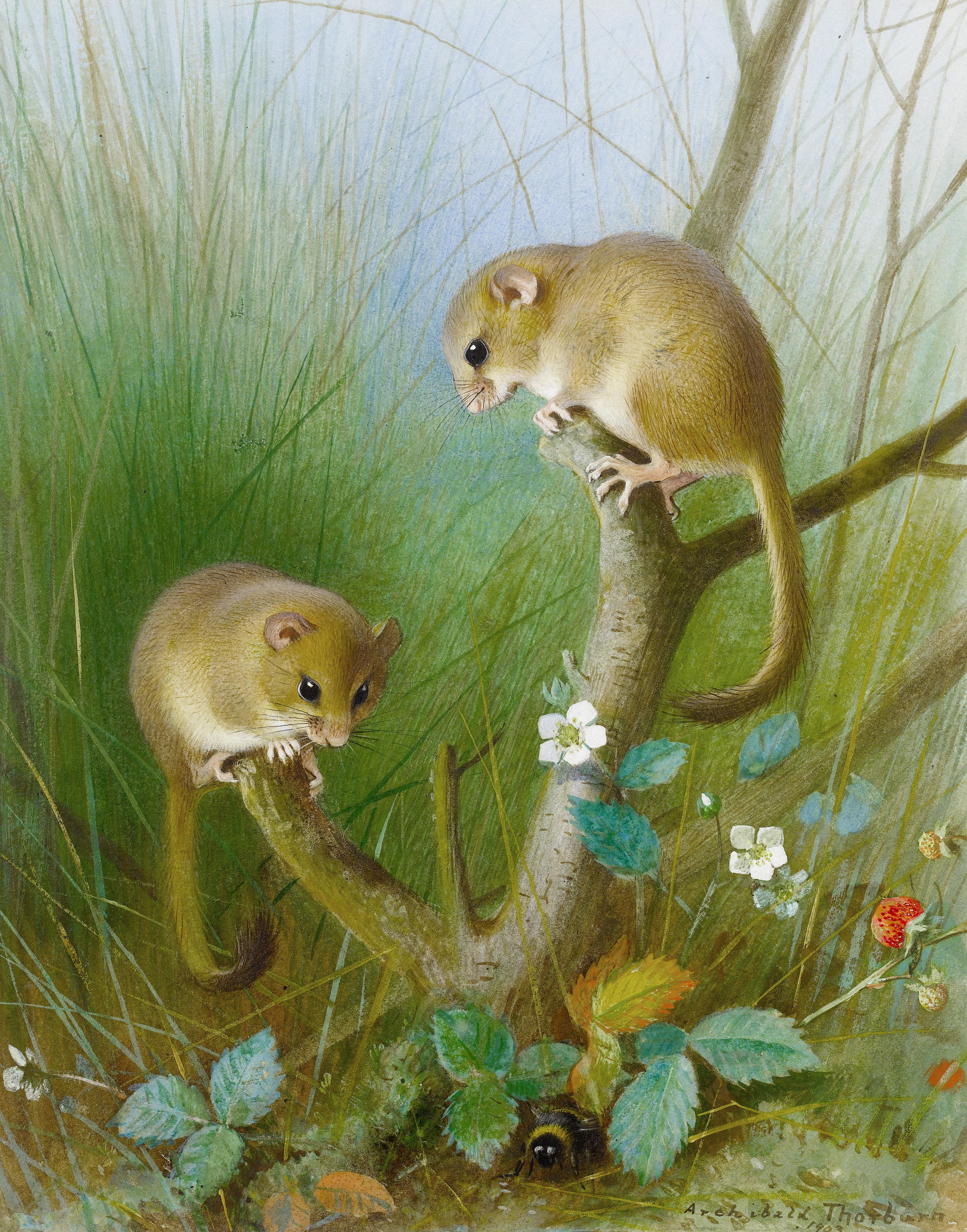
ヨーロッパヤマネ

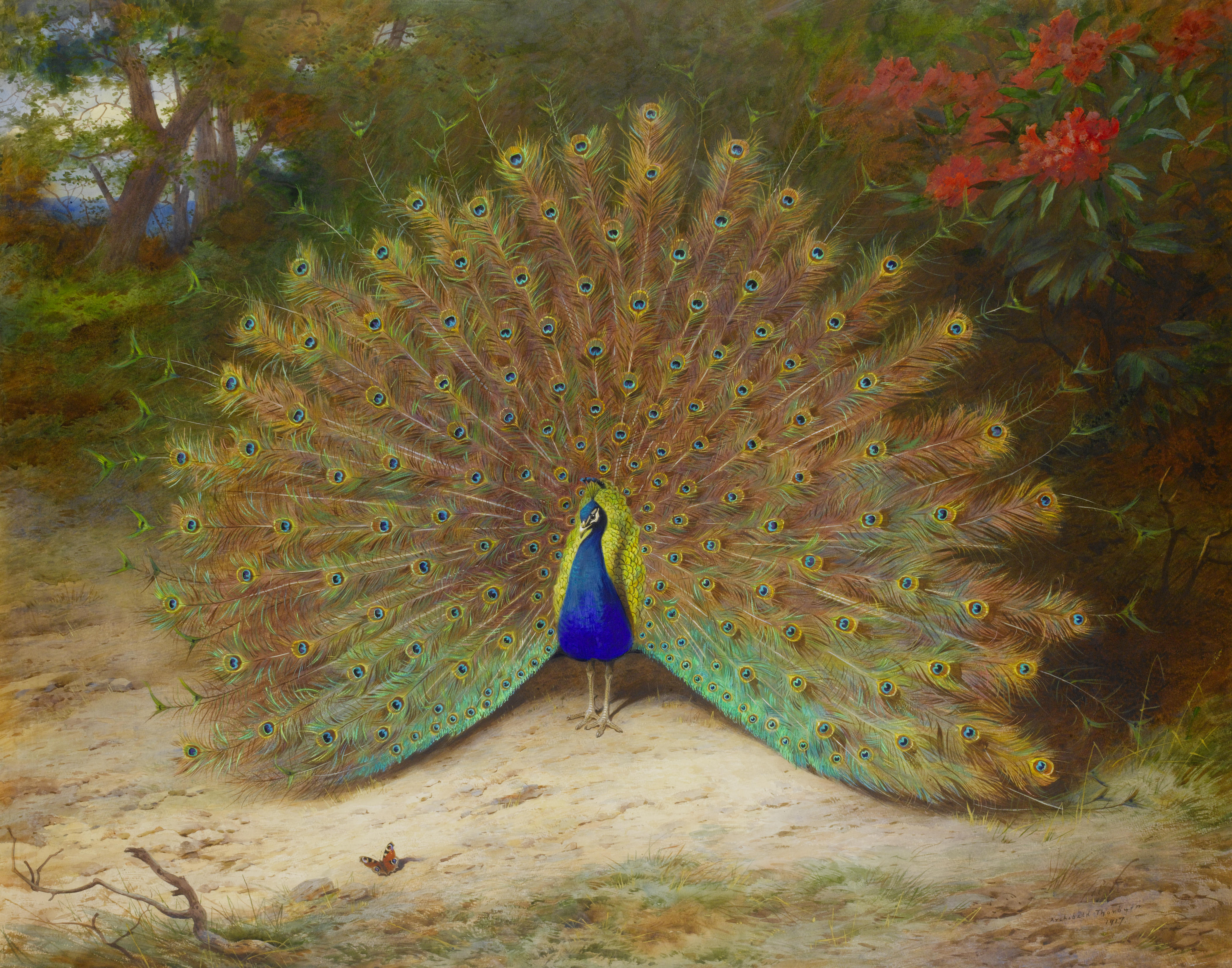
孔雀
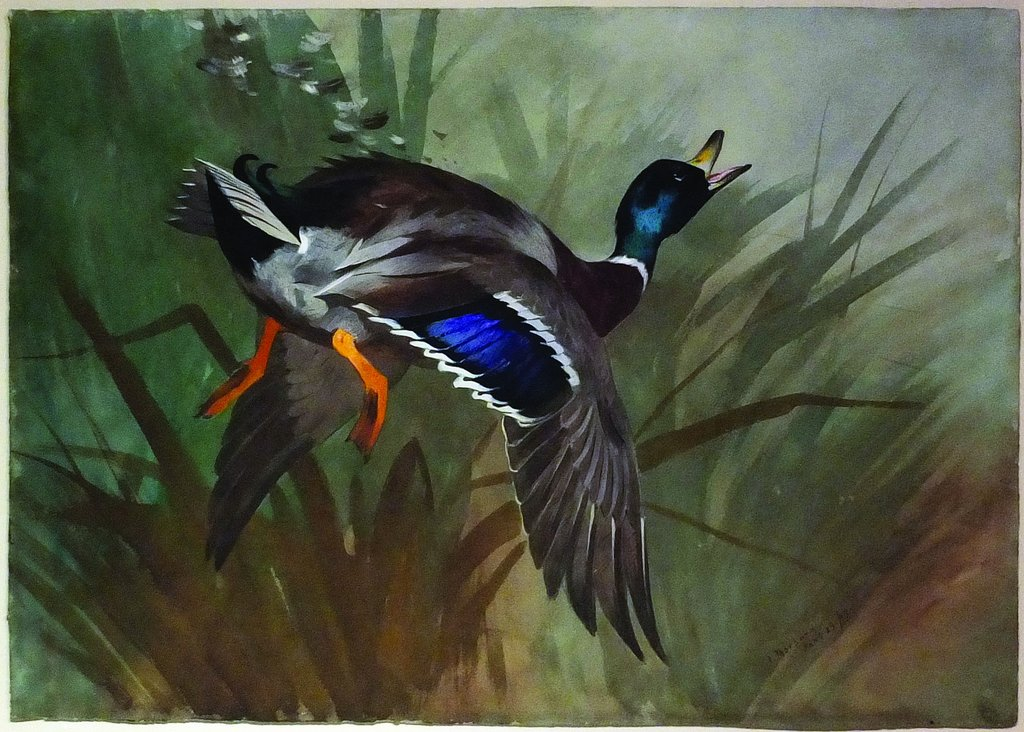
鴨
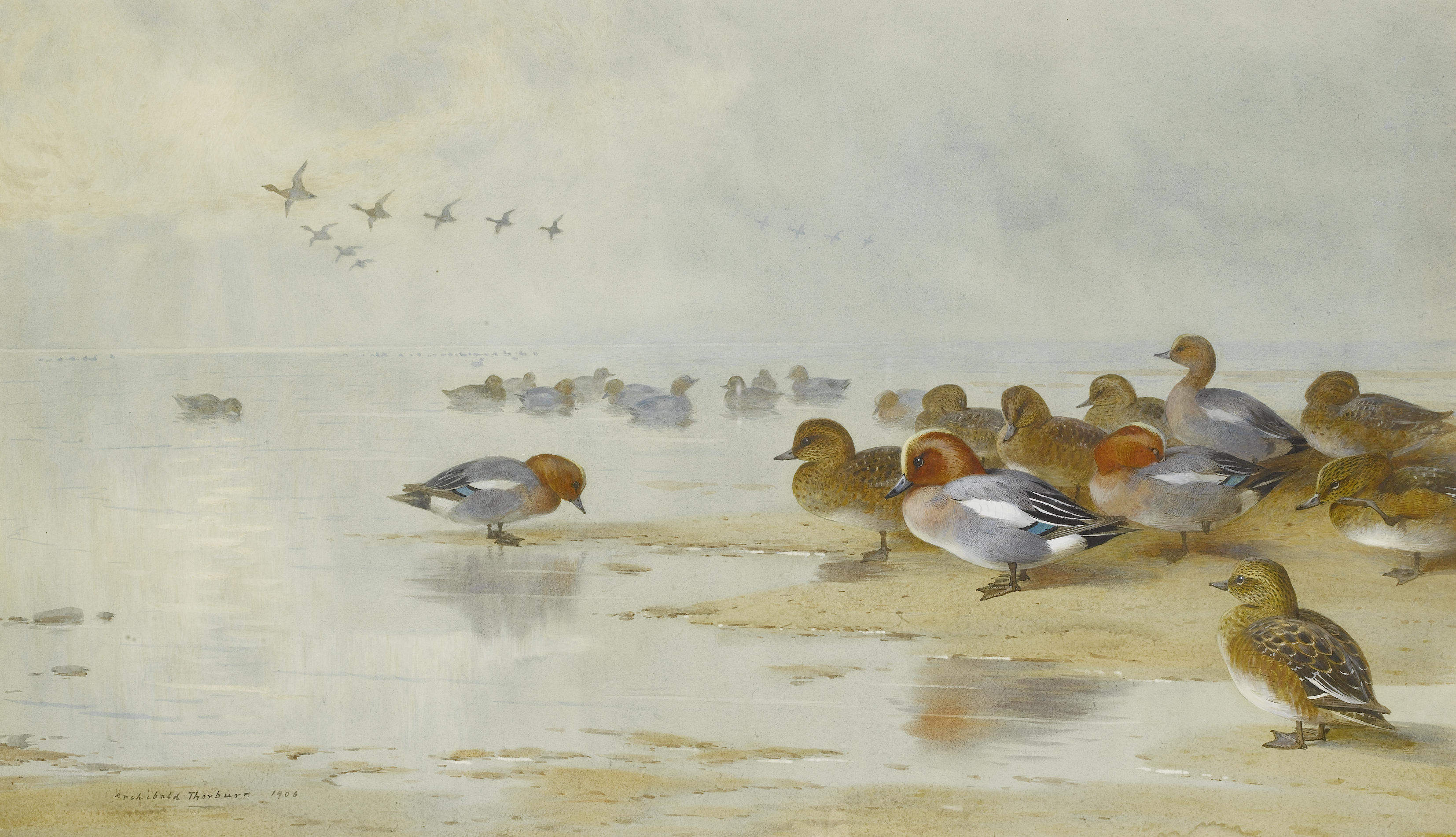
ヒドリガモ

## イラストを描いた書籍
- 1882 Sketches of Bird Life - J E Harting
- 1883-88 Familiar Wild Birds - W.F. Swaysland (a Sussex naturalist and taxidermist), 144 plates, 4 volumes[2]
- 1885-97 Coloured Figures of the Birds of the British Isles - Lord Lilford, 268 watercolours, 7 volumes
- 1895 Ornithology of the Straits of Gibraltar by Leonard Howard Loyd Irby[3]
- 1896 The Deer Forests of Scotland by Arthur Grimble, 8 plates
- 1915-16 British Birds - 4 volumes
- 1920 British Mammals
- 1920-25 The Birds of the British Isles and their eggs - Thomas Coward
- 1937 Observer Book of British Birds
- 1997 The Complete Illustrated Thorburn's Birds - Wordsworth Editions Ltd., ISBN 978-1-85326-492-4
- Thorburn's mammals - text by Gordon Corbet, Wordsworth Editions Ltd., ISBN 1-85326-493-8